# 남명초등학교 (경남)
남명초등학교는 대한민국 경상남도 남해군 남면 당항리에 있는 공립 초등학교이다.

## 학교 연혁
- 1921년 2월 14일 남명사립보통학교 인가
- 1927년 4월 11일 남명공립보통학교 개교
- 1938년 4월 1일 남명공립심상소학교로 개칭[1]
- 1941년 4월 1일 남명공립국민학교로 개칭[2]
- 1994년 3월 1일 남성분교장 통합, 평산분교장 편입
- 1996년 3월 1일 남명초등학교로 개칭[3]
- 1998년 3월 1일 평산분교장 통합
- 1999년 9월 1일 삼남초등학교 통합, 상덕분교장 편입
- 2001년 9월 21일 다목적실(체육관) 준공식
- 2003년 3월 1일 상덕분교장 통합
- 2005년 9월 1일 학교 화장실 및 보건실 전면 보수
- 2009년 2월 28일 영어체험실 증축
- 2009년 3월 30일 보육교실 설치
- 2017년 9월 1일 제23대 김선자 교장 취임
- 2018년 2월 13일 제95회 졸업장 수여식(9명 졸업, 졸업생 누계 6,927명)

## 참고 자료
- 남명초등학교 - 한국교육학술정보원 학교알리미